# Osteocit
Osteocitele sunt celule regăsite în țesutul osos matur, și pot trăi aproape la fel de mult ca organismul în sine. Organismul uman adult prezintă aproximativ 42 de miliarde de osteocite. Osteocitele nu se divid, iar durata lor medie de viață este de 25 de ani. Sunt derivate din celulele osteoprogenitoare, care se mai pot diferenția în osteoblaste active (care la rândul lor se pot diferenția în osteocite).